# Aegyptobia nina
Aegyptobia nina är en spindeldjursart som först beskrevs av Pritchard och Baker 1952.  Aegyptobia nina ingår i släktet Aegyptobia och familjen Tenuipalpidae. Inga underarter finns listade i Catalogue of Life.